# معصومه خدابخشی
معصومه خدابخشی ورزشکار تیرانداز معلول ایرانی است.

## افتخارات
- کسب نشان نقره بازی‌های پاراآسیایی ۲۰۱۴ در اینچئون کره جنوبی[۱][۲]